# Colégio dos Jesuítas (Funchal)
O Colégio dos Jesuítas é um conjunto edificado na cidade do Funchal, na ilha da Madeira, região do mesmo nome, em Portugal. Fundado em 1570, até 1760 funcionou como sede local e colégio da Companhia de Jesus, sendo depois utilizado sucessivamente como escola militar, seminário, quartel, escola regimental, escola superior de educação e escola preparatória. Até aos finais do século XX constituiu-se como o maior conjunto edificado da região, funcionando hoje como reitoria da Universidade da Madeira.
Em 1760, após a expulsão dos Jesuítas, toda a documentação do estabelecimento, que havia sido encaixotada, desapareceu sem deixar rasto, não se conhecendo, até ao momento, mais do que um impresso e dois códices manuscritos, dificultando consideravelmente os estudos sobre o edifício.

## Fundação
Embora desde o início do século XVI a ilha fosse visitada esporadicamente por jesuítas a caminho das Índias ou do Brasil, os primeiros padres da Companhia de Jesus a se deslocarem especificamente à Madeira foram Francisco Vargas, Francisco Gonçalves e Simão Tavares. Os três jesuítas chegaram com o futuro capitão donatário do Funchal, João Gonçalves da Câmara, na armada de socorro enviada após o saque dos corsários franceses de 1566, como parte da sua missão piedosa, demorando-se cerca de um ano no Funchal, durante o qual prestaram apoio à população, e pregaram as suas ideias.
O assinalável êxito desta primeira estadia propiciou as condições para a criação de um colégio na cidade do Funchal. Embora as diretivas gerais da Companhia em Roma não fossem nesse sentido, a ação desenvolvida pelos quadros máximos da congregação em Portugal, os irmãos Luís (1518-1575) e Martim Gonçalves da Câmara (c. 1539-1613), assim como o padre Leão Henriques (c. 1520-1589), que haviam pedido autorização - a qual foi negada - para igualmente embarcarem na armada de socorro, assim como a vontade expressa diversas vezes pelo jovem rei D. Sebastião e pelo cardeal infante D. Henrique, permitiram que se iniciassem imediatamente as formalidades da montagem de um colégio, sendo a carta régia de fundação assinada a 20 de agosto de 1569.
Em março de 1570 chegou à Madeira o grupo destacado para a fundação do colégio, tendo como superior o Padre Manuel de Sequeira (1533-1595). A partida de Lisboa havia sido atrasada por um surto de peste que então grassava na cidade, impedindo também o desembarque imediato no Funchal, forçando o grupo a ficar de quarentena fora da cidade, em casas oferecidas pelo fidalgo Fernão Favila (1536-1601), nas imediações da capela de Nossa Senhora da Ajuda. Após passarem os dias de isolamento obrigatório, acabaram por se demorar ali alguns meses, antes de se instalarem em casas da câmara municipal do Funchal, anexas à Capela de São Sebastião, igualmente da administração do senado camarário, tendo aí funcionado provisoriamente o colégio. As aulas abriram com certo aparato, a 6 de maio de 1570, dia em que se evocava o Martírio de São João Evangelista, o qual passou a ser o patrono do estabelecimento.
Estas primitivas casas “a São Sebastião”, primeira residência jesuíta no Funchal, não eram, no entanto, a localização ideal, sendo instalações camarárias, tal como a própria capela de São Sebastião, padroeiro secundário do Funchal. O cronista Henrique Henriques de Noronha sugeriu, em 1722, que se situariam num quarteirão mais acima, correspondente ao atual palácio Torre Bela, da família do próprio, onde chegou a viver. No entanto, a designação “a São Sebastião” não deixa muitas dúvidas sobre a sua localização no quarteirão anexo ao largo da antiga capela, hoje Largo do Chafariz, e não quase dois quarteirões acima.
O colégio funcionou no improvisado espaço de São Sebastião cerca de dois anos, sendo transferido, em janeiro de 1572, para a pequena albergaria de São Bartolomeu, na atual rua dos Ferreiros, no lugar ocupado hoje pelo Ateneu do Funchal. A intenção dos jesuítas, ou a que lhes terá sido imposta, seria então a de adquirir o quarteirão a norte da rua dos Netos, como consta na planta do Funchal da Biblioteca Nacional do Brasil, no Rio de Janeiro, onde esta área surge com a indicação : “Este sítio pedem os Padres da Companhia”.

## Edificação do conjunto atual

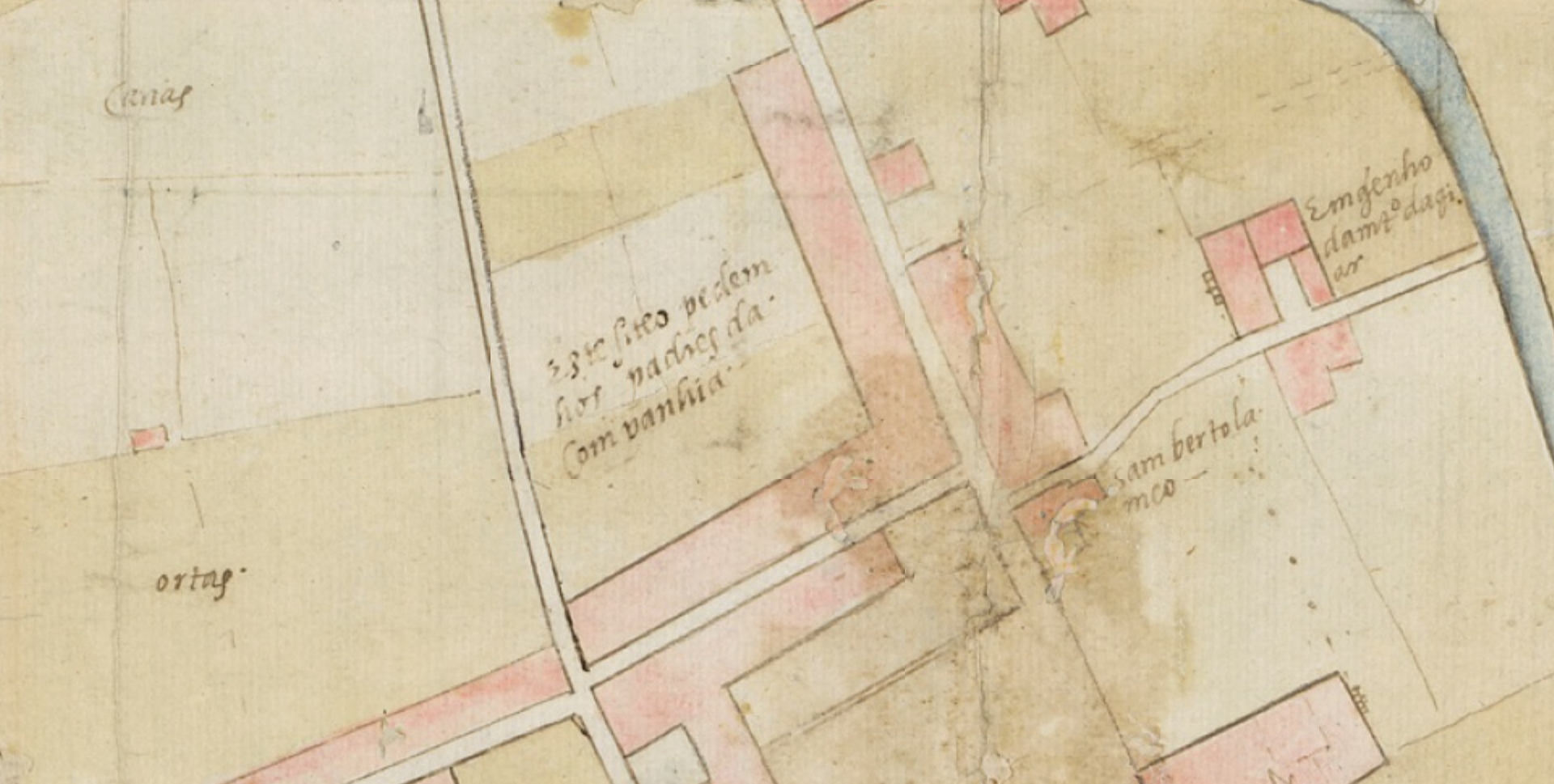
Localização na planta do Funchal de Mateus Fernandes dos terrenos pretendidos pelos jesuítas em fins da década de 1560.

A decisão sobre o terreno para a edificação do futuro colégio tomada nesta altura, no entanto, seria outra, passando para o quarteirão compreendido entre as ruas dos Netos, do Castanheiro, dos Ferreiros - então designada por rua Direita - e a pequena Rua do Ouvidor, que mais tarde viria a delimitar também a cerca e os jardins do paço episcopal, edificado cerca de 1600. Em maio de 1574, o reitor Manuel de Sequeira anunciou à sede jesuíta em Roma a localização desse quarteirão, do outro lado da rua Direita e mais perto do centro da cidade, como sendo ideal para a edificação do colégio, reunindo as condições necessárias de sossego, afastamento do reboliço do centro do Funchal, com muita água e bons ares, ao mesmo tempo que se situava no que então se entendia como o “meio da cidade”, com fácil acesso da população e potenciais alunos à futura igreja e colégio. Deverá datar dessa época, entre 1578 e 1590, a primeira obra do futuro conjunto que chegou aos nossos dias, a torre do colégio, a qual ainda apresenta internamente o compartimento superior, o chamado “andar dos sinos”, coberto por abóbada de nervuras, conforme o uso de meados e finais do século XVI. O livro das Escrituras das Várias Compras de Cazas q Estavão no Citio deste Collegio refere que as casas que se compraram já estavam levantadas, “salvo a torre que está debaixo da igreja”, deduzindo-se assim, pelo próprio título do livro, que a torre foi levantada depois de feitas essas compras. Esta obra acabaria por não se integrar de modo satisfatório na atual igreja, que apenas se iniciou em 1629, provavelmente segundo traça de Mateus Fernandes, mestre das obras reais.
Pelo menos desde 1573 que os arquitetos romanos da Companhia tentavam estabelecer uma planta-tipo que respondesse às principais necessidades de um colégio, tendo a pela província de Nápoles proposto o tema a debate durante a Terceira Congregação Geral dos Jesuítas, realizada naquele ano. O arquiteto jesuíta Giuseppe Valeriano (1542-1596) terá mesmo composto um trabalho sobre as construções da Companhia, infelizmente perdido, e em sequência, o geral Everardo Mercuriano (1514-1580), francamente favorável ao projeto “planta-tipo”, enviou a 1 de janeiro de 1580 ao provincial de Aragão umas instruções detalhadas sobre o uso destas plantas, denominadas "traças comunes", feitas em Roma. A morte súbita de Everardo naquele ano e a consecutiva nomeação do novo geral, Cláudio Aquaviva (1543-1615), que não era favorável ao intento, viriam, no entanto, a fazer gorar a iniciativa. O próprio colégio do Funchal acabou por não obedecer a um planeamento rígido, sofrendo alterações nas várias campanhas de obras, não havendo sida encontrada qualquer referência a pedidos de alterações nos arquivos da Companhia. Efetivamente, embora o colégio tenha sido inicialmente previsto apenas com um pátio, hoje tem dois, construídos em campanhas de obras diferentes; a capela-mor da igreja entra francamente num dos corredores do colégio, denotando as dificuldades encontradas na articulação geral do espaço; e a torre da igreja não se integra nem com a mesma nem com o colégio, parecendo, pelos próprios pormenores de construção, ser anterior a todo o conjunto. Corroborando a ausência de controlo central, um ou dois dos visitadores mandaram iniciar as obras, sem que houvesse aprovação do geral da Companhia, em Roma, alegando que a autorização viria depois.